# Groupe Opievoy
Le groupe Opievoy est un bailleur social de l’Île-de-France (France).
Le groupe se composait de deux organismes de logement social, gérant un total de 50 000 logements :
- l’OPH Opievoy (Office public de l’habitat interdépartemental de l’Essonne, du Val-d'Oise et des Yvelines), issu de l’Office d’habitations à bon marché de la Seine-et-Oise, créé par décret de Monsieur le Président de la République française le 20 août 1920. Dissout par décret au 31 décembre 2016[1], il était, avec  50 029 logements gérés, il était le deuxième plus grand OPH de France après Paris Habitat ;
- l’association Logotel, reprise le 20 mai 1999, qui propose une étape d’insertion ou de réinsertion par l’habitat temporaire avec un accompagnement social spécifique, soit 219 logements.

Son patrimoine, situé à 42 % en zone urbaine sensible (ZUS), se répartissait dans 185 communes des huit départements de l’Île-de-France. Principalement implanté dans les Yvelines, l’Essonne et le Val-d'Oise, le groupe Opievoy était, par le nombre de logements en exploitation, le premier OPH de la couronne parisienne. Il gérait au 1er janvier 2008 4,7 % du parc de logement social de l’Ile-de-France hors Paris et 8,8 % du parc de la grande couronne.
Le groupe Opievoy employait 1 098 collaborateurs dont 700 en proximité[Quand ?]. Son organisation s’appuyait sur seize agences locales regroupées autour de trois directions régionales.
Il était engagé au 1er janvier 2009 dans 23 projets de rénovation urbaine.

## Historique
L'Office HBM du département de Seine-et-Oise est créé par décret le 20 août 1920 afin de faire face à la pénurie de logements. Dès 1922, les premières constructions débutent Saint-Germain-en-Laye. En 1930, 2 500 logements ont été construits.
Après la Seconde Guerre mondiale, l'Office contribue à la reconstruction des quartiers détruits par les bombardements puis à l'édification des cités d'urgence. Suivront ensuite la construction des Grands ensembles.
En 1967, avec la réorganisation de la Région parisienne et la disparition de la Seine-et-Oise, l'Office devient interdépartemental et prend le nom d'OPIEVOY. À la fin des années 1970, il dispose d'un patrimoine de 26 000 logements.
À partir de 1983, le nombre de logements augmente fortement par absorption du parc de l'Office interdépartemental de la Région parisienne (OIRP) dans les Yvelines puis en 1988 en Essonne.
En 1999, l'OPIEVOY reprend le parc de la SA HLM Logement pour Tous et de l'association LOGOTEL.
Le 28 février 2000, l'Office devient un OPAC avec statut d'EPIC. Il reprend en octobre 2000 le patrimoine de la SA d'HLM Orly-Parc (6 500 logements à cette date). C'est la naissance du Groupe OPIEVOY. 
Conformément à l'ordonnance du 1er février 2007, l'OPIEVOY reçoit le statut d'Office public de l'habitat (OPH).
En 2007 puis 2011, les parcs des SA HLM Logement pour tous et Orly-Parc sont intégrés au patrimoine de l'OPIEVOY.
L'Office disparaît au 1er janvier 2017 en application de la loi ALUR.

## Démarche qualité
Engagé de longue date dans une démarche qualité, le groupe Opievoy a obtenu la certification ISO 9001 version 2008 en décembre 2009 pour l'ensemble de ses activités (gestion locative et maîtrise d'ouvrage). Cette certification, récemment confirmée par le cabinet Moody International, concerne l'ensemble des entités du groupe (OPH Opievoy, association Logotel).

## Diversité du patrimoine
Le groupe Opievoy est engagé dans vingt-trois projets de rénovation urbaine. En partenariat avec les collectivités locales et en concertation avec les résidents, il conjugue les opérations de démolition, construction, réhabilitation et résidentialisation, notamment à Clichy-sous-Bois-Montfermeil (93), à Chanteloup-les-Vignes (78) ou encore à La Grande Borne sur les communues de Grigny et Viry-Châtillon(91). Avec 3 234 logements (après démolitions), le PRU de la Grande-Borne est le plus important du groupe Opievoy, bailleur presque exclusif du quartier. En août 2010, le groupe a décidé d'investir au-delà de ses engagements de la convention ANRU, qui prévoit la réhabilitation de 1 844 logements. L'Opievoy réhabilitera les 1 390 logementsrestants sur ses fonds propres : un investissement de 12,4 M€ qui porte sa participation totale à 88 M€.

## Controverses
Les locataires et les élus locaux ont pu se plaindre par le passé de l'entretien de certaines résidences gérées par le bailleur,,. 
Les problèmes pouvaient concerner l’humidité des logements,, le chauffage, ou des problèmes de canalisation, des non-conformités aux normes de sécurité 
, une alerte au monoxyde de carbone, l'éclairage des parties communes, voir des éboulements de façade,.
Plusieurs incidents sérieux liés à un entretien insuffisant se sont déroulés jusqu'en 2009. 
En décembre 2008, une explosion au gaz due à la vétusté d’une chaudière blesse un locataire à Brunoy. 
Depuis l'arrivée d'une nouvelle équipe dirigeante, de vrais efforts sont menés pour résorber les problèmes qui duraient depuis des années. L'Opievoy mène des actions de requalification des quartiers d'habitat social, en les accompagnant d'une importante action de sensibilisation des résidents à la maîtrise des dépenses énergétiques. Des actions de propreté des espaces sont menées au niveau des cages d'ascenseurs ou du tri sélectif des ordures ménagères. Ces services, qui contribuent à l'amélioration du cadre de vie, sont pris en compte dans ce qu'on appelle la gestion urbaine de proximité (GUP) destinée à mieux gérer le patrimoine bâti et à mieux répondre aux besoins des locataires.

## Construction de nouveaux logements
En matière de développement, 92 logements ont été livrés en 2009, ce qui peut sembler peu au vu du chiffre d’affaires de l’entreprise. Mais ses finances équilibrées permettent au groupe Opievoy de réinvestir ses résultats dans de nouveaux projets. L'objectif du groupe est de construire 700 logements neufs par an en moyenne jusqu’en 2020 et de réaliser 17 300 réhabilitations lourdes d’ici 2018, pour un investissement total de 2 milliards d’euros sur 10 ans (en construction, réhabilitation et gros entretien). Le groupe Opievoy n'est donc plus un dodu dormant. 
Le faible nombre de réalisations du bailleur peut s’expliquer par plusieurs raisons. Outre des procédures parfois longues qui peuvent ralentir l’avancée des futurs projets et susciter l'impatience de certains élus locaux, l’Opievoy possède un conseil d’administration constitué en majorité par des élus de trois départements (Yvelines, Essonne et Val-d’Oise) dont les disparités tant politique qu’économique et sociale sont sans équivoque. 
Chaque nouvelle élection, tant au niveau local que régional, apporte un remaniement potentiel du conseil d’administration. Après plusieurs années avec un conseil d’administration à majorité composé de personnes politique de droite, celui-ci a basculé à gauche en 2008.

## Développement durable
Le groupe Opievoy a lancé en 2007 sa démarche de développement durable. Aujourd'hui, le groupe renforce son engagement citoyen en faisant du développement durable le fil rouge de son projet d'entreprise 2010-2020.
L'engagement du groupe se traduit concrètement par des actions telles que la création de locaux de tri sélectif lors de toutes les opérations de réhabilitation, la sensibilisation des locataires aux bons gestes environnementaux, aux économies d'eau et d'énergie.
Par ailleurs, dans le cadre de deux protocoles d'accord signés en 2007 et 2008 avec l'organisme certificateur Cerqual, le groupe Opievoy s'est engagé à obtenir la certification de chacun de ses nouveaux programmes immobiliers :
- Habitat et Environnement pour la construction,
- Patrimoine Habitat et Environnement pour l'acquisition-amélioration,
- Patrimoine Habitat pour la réhabilitation.

Cette certification[réf. nécessaire] apporterait aux locataires du Groupe la garantie d'obtenir un logement répondant à leurs besoins  en matière de confort et de maîtrise des charges. Elle permettra également au Groupe Opievoy d'inscrire l'ensemble de ses opérations nouvelles dans une cohérence environnementale.

## Les affaires judiciaires
Plusieurs affaires judiciaires ont eu lieu dans les années 2000. Celles-ci ont pu concerner des employés ou des cadres de l'entreprise.
Ainsi, en mai 2003, l’ancien numéro trois de l’Opievoy, Christian Champmartin, a été condamné à 30 mois de prison ferme pour des faits de corruption, d’escroquerie et de favoritisme. Celui-ci avait mis en place entre  1997 et 1998 un système de commissions occultes impliquant ses proches et une douzaine d’entrepreneurs,. 
Mais le fait le plus retentissant en date étant sans nul doute la mise en examen de l’ancien président de l’Opievoy Pierre Bédier (ancien député-maire de Mantes-la-Jolie et secrétaire d'État).
Celui-ci fut mis en examen le 21 décembre 2000 pour « atteinte à l'égalité des candidats dans les marchés publics » et favoritisme quand il présidait l'Opievoy. Il bénéficie d'un non-lieu le 30 avril 2002,. Voir aussi Affaire Bédier.

### Disparition
En mars 2016, l'office adopte un plan de restructuration rendu nécessaire par la loi ALUR de 2014, qui supprime les offices interdépartementaux : alors que l'Essonne et les Yvelines créeraient ensemble une SA reprenant les 35 000 logements situés sur leurs territoires, les 9 130 logements du Val-d'Oise sont récupérés par Val-d'Oise Habitat ; les 10 000 logements situés dans d'autres départements (dont 6 000 en Seine-Saint-Denis) devraient aussi être repris. Une partie de la dette de 1,1 milliard d'euros doit également être reprise. Ce plan doit encore être approuvé par l'État et les assemblées départementales concernées.
La SA interdépartementale dénommée « les Résidences Yvelines Essonne » créée au 1er janvier 2017 avec comme actionnaire majoritaire Action Logement reprend 29 967 logements sociaux implantés dans118 communes de ces deux départements.